# Jean Mawhin
Jean L. Mawhin (né le 11 décembre 1942 à Lambermont (Verviers) ) est un mathématicien belge.

## Biographie
Il obtient son doctorat en sciences à l'université de Liège le 2 octobre 1969, avec une thèse sur Le Problème des solutions périodiques en mécanique non linéaire supervisée par Paul Ledoux. De 1969 à 1973, il est maître de conférences à l'université de Liège. Depuis 1970, il est chargé de cours, puis professeur en 1974, au département de mathématiques de l'université catholique de Louvain où il est depuis 2008 professeur émérite. 
Il a collaboré notamment avec Nicolas Rouche, Haïm Brezis, Jaroslav Kurzweil et Michel Willem. 
Il est élu correspondant de l'Académie royale de Belgique (classe des sciences) le 3 mai 1986 et membre de cette académie le 5 décembre 1992. En 2002, il a été président de l'Académie royale de Belgique et directeur de la classe des sciences. Il est depuis 1992 membre honoraire de l'Institut grand-ducal 1997 membre étranger de l'Académie russe des sciences naturelles. 
Il est spécialisé en analyse non linéaire ainsi qu'en histoire des mathématiques. Il reçoit la médaille Bolzano de l'Académie tchèque des sciences en 2002 et la médaille Juliusz Schauder en 2012 du Centre Juliusz Schauder pour les études non linéaires de l'Université Nicolas-Copernic de Toruń.

## Écrits
- avec Michel Willem Critical point theory and hamiltonian systems, Springer Verlag 1989
- avec Robert E. Gaines Coincidence degree and nonlinear differential equations, Springer Verlag 1977
- Topological degree methods in nonlinear boundary value problems, American Mathematical Society 1979
- Points fixes, points critiques et problèmes aux limites, Presses de l'Université de Montreal, 1985
- avec N. Rouche Équations différentielles ordinaires, Paris, Masson 1973 (traduction anglaise : Ordinary differential equations: stability and periodic solutions, Boston, Pitman, 1980)
- Boundary value problems for nonlinear ordinary differential equations: from successive approximations to topology, in Jean-Paul Pier Development of Mathematics 1900-1950, Birkhäuser 1994
- Topological fixed point theory and nonlinear differential equations, in R. F. Brown et al. (éditeurs) Handbook of Topological Fixed Point Theory, Springer Verlag 2005, S. 867-904
- Leray-Schauder degree, a half century of extensions and applications, Topological Methods in Nonlinear Analysis, Journal of the Juliusz Schauder Center, volume 14, 1999, S. 195-228
- The centennial legacy of Poincaré and Lyapunov in ordinary differential equations, Rend. Circolo Math. Palermo, Suppl. 34, 1994, S. 9-46
- Poincaré's early use of Analysis Situs in nonlinear differential equations, Philos. Sci., volume 4, 2000, S. 103-143
- Nonlinear oscillations: a hundred years after Poincaré and Liapunov, Zeitschrift für Angewandte Mathematik und Mechanik, volume 73, 1993, 53-62
- Les mathématiques, dans : Robert Halleux, Geert Vanpaemel, Jan Vandersmissen, Andrée Despy-Meyer (éditeurs), Histoire des sciences en Belgique, 1815-2000, Bruxelles: Dexia/La Renaissance du livre, 2001, volume 1